# Hans Multscher
Hans Multscher (Leutkirch im Allgäu, 1400 circa – Ulma, 1467) è stato un pittore e scultore tedesco.

## Biografia

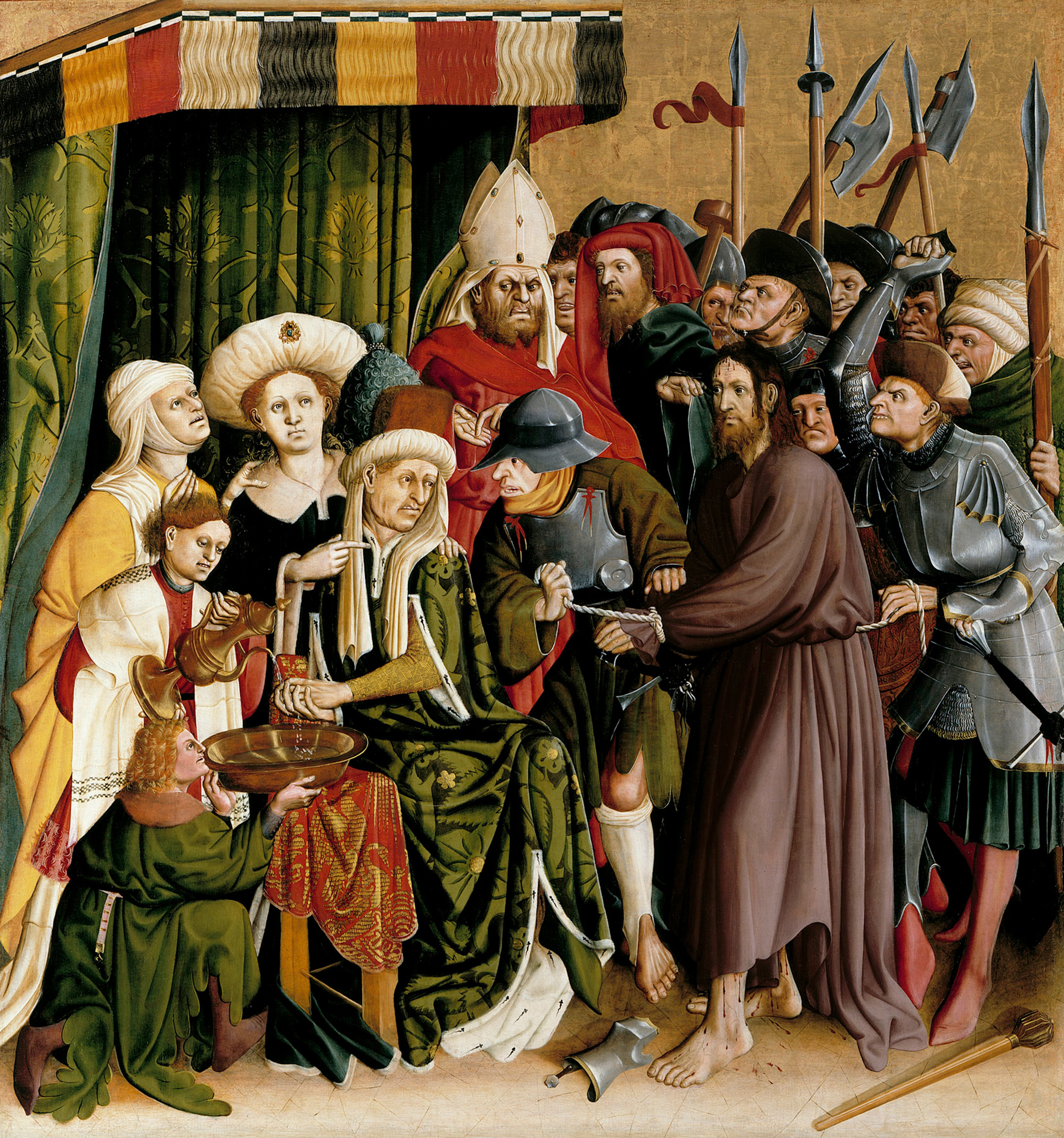
Cristo e Pilato, dall'altare di Wurzach, 1437 ca

Dopo i primi anni di studio e attività, tutti concentrati nella città natale, compì una serie di viaggi forse in compagnia di Claus Sluter, durante i quali ebbe modo di conoscere e approfondire le innovazioni artistiche tardo gotiche nel nord della Francia e nei Paesi Bassi. Nel 1427 venne accolto a Ulma come cittadino esente da tasse e libero dal dovere di appartenere a una corporazione. Nello stesso anno si sposò con la figlia di un cittadino, Adelheid Kitzin. A Ulm aprì un laboratorio, nel quale si svolse la maggior parte della sua carriera matura fino alla morte avvenuta nel 1467. Nella bottega lavorò anche il fratello Heinrich Multscher.

## Stile
Tra il gran numero di artisti attivi in Germania per tutto il XV secolo, spesso anonimi, Multscher si distinse attraverso una forte personalità artistica, costantemente sviluppata nel corso della sua carriera. Fu un pioniere nell'introdurre in Germania, importandolo dalla Borgogna e Paesi Bassi, il realismo fiammingo che sostituì il weicher Stil, lo "stile morbido", astratto e idealizzato, tipico dell'arte tardo gotica locale. Nei pannelli dipinti dell'altare di Wurzach, del 1437, il suo stile realista lo porta ad esasperare la bruttezza dei personaggi per sottolineare accenti di carattere, personalità o atteggiamento.
Una delle sue opere più emblematiche, la Trinità al Liebieghaus di Francoforte sul Meno, è modellata con una resa plastica e naturalistica straordinarie e mostra tutto il virtuosismo di questo artista nel trattare il materiale, organizzare la spazialità delle sue scene, caratterizzare i suoi personaggi e caricarli di significato teologico.

## Opere
- Altare di Karg (1433), cattedrale di Ulm, danneggiato dal furioso attacco iconoclasta del 19 giugno 1531. Si conservano solo le figure degli angeli e la struttura architettonica;
- Ecce homo, pilastro centrale della porta ovest della cattedrale di Ulm, 1429 circa, pure distrutto il 19 giugno 1531;
- Lastra tombale del duca Luigi il Barbuto, Museo nazionale bavarese, Monaco di Baviera
- Pala Waldsee (1437), dalla chiesa parrocchiale di Landsberg am Lech, ora divisa tra la Gemäldegalerie di Berlino e i Musei statali di Berlino;
- Altare di Heiligenkreuzthaler a Altheim (1450);
- Pala d'altare della Frauenkirche di Vipiteno (1456-1459), in Alto Adige;
- Trinità, Liebieghaus, Francoforte sul Meno (1430 circa);
- Altare di Wurzach, Gemäldegalerie, Berlino (1437 circa).